# コマ給
コマ給（コマきゅう）とは、学習塾の給与形態で、授業一コマ当たりの給与を支給すること。
授業前の準備や、授業後の指導記録の作成業務・清掃業務、カリキュラム作成・テスト作成業務に対する賃金が支払われないこともあり、そうした場合には、賃金の不払いであり、労働基準法違反である。

## 是正勧告事例
- 2015年8月7日、茨城県で個別指導塾を運営する会社に対して、土浦労働基準監督署がこのほど、アルバイト講師の労働環境について、労働基準法に違反しているとして是正勧告をおこなった。
- 2015年10月6日、個別指導塾大手「明光義塾」を運営する明光ネットワークジャパン（東京）が宮城県内で直営している教室で、アルバイト講師の大学院生の男性に対する賃金未払いがあったとして、仙台労働基準監督署が是正勧告をおこなっていた。

## 関連
- 労働法
- ブラック企業
- 賃金
- 賃金未払い
- 塾
- 授業